# Itaguaçu da Bahia
Itaguaçu da Bahia is een gemeente in de Braziliaanse deelstaat Bahia. De gemeente telt 13.269 inwoners (schatting 2009).